# Braille-ul Hawaian
Braille-ul hawaian este alfabetul braille al limbii hawaiene. Este un subgrup al alfabetului braille de bază.
(Māori Braille folosește aceeași convenție pentru vocalele lungi.)
Spre deosebire de textul hawaiian tipărit, care are o literă specială 'okina pentru ocluziune glotală, Hawaiian Braille folosește apostroful, care se comportă mai degrabă ca punctuație decât ca o consoană:
⠄⠸⠁⠊⠝⠁ ʻāina
⠄⠠⠸⠁⠊⠝⠁ ʻĀina
Adică ordinea de a scrie ʻ Ā este apostrof, semn cu capac, semn cu lungimea, A.
Punctuația este ca în braille-ul englezesc.